# New Love in Town
"New Love in Town" är en hårdrocksballad som blev andra singeln ut från svenska hårdrocksgruppen Europes åttonde studioalbum, Last Look at Eden. Singeln släpptes till digital nedladdning den 3 september 2009.
I augusti 2009 for Europe till Göteborg för att arbeta med regissören Patric Ullaeus på en video till singeln. Videon debuterade på Europes Myspace-sida den 5 september 2009.
Chris Evans beskrev den för sitt frukostprogram  i BBC Radio 2 som "Europe gör sitt bästa Bon Jovi-intryck".

## Låtlista

### Maxisingel, Storbritannien
1. "New Love in Town" (Joey Tempest, Mic Michaeli, Andreas Carlsson, Europe) – 3:33
2. "The Beast" (Joey Tempest, John Levén, Europe) – 3:23
3. "Last Look at Eden" [live] (Joey Tempest, Andreas Carlsson, Europe) – 4:49

## Medverkande
- Joey Tempest – Sång
- John Norum – gitarrer
- John Levén – Bas
- Mic Michaeli – Klaviatur
- Ian Haugland – Trummor
- Tobias Lindell – Producent
- Dimitrios Dimitriadis – AD

## Listplaceringar
| Lista (2009-2010)           | Position |
| --------------------------- | -------- |
| Sverige (Svensktoppen)      | 5        |
| Sverige (Sverigetopplistan) | 15       |